# Raphaël Romey
Pour les articles homonymes, voir Romey.
Raphaël Romey, né le 26 février 1981 à Séoul (Corée du Sud) est un footballeur français qui évolue au poste de défenseur (central ou arrière gauche) au Royal Excelsior Virton.

## Biographie
Raphaël Romey atteint les demi-finales de la Coupe de France en 2012 avec le Gazélec Ajaccio.